# Kpokissa
Kpokissa ist ein Arrondissement im Departement Zou im westafrikanischen Staat Benin. Es ist eine Verwaltungseinheit, die der Gerichtsbarkeit der Kommune Zogbodomey untersteht.

## Demografie und Verwaltung
Gemäß der Volkszählung 2013 des beninischen Statistikamtes INSAE hatte das Arrondissement 6965 Einwohner, davon waren 3346 männlich und 3619 weiblich.
Von den 80 Dörfern und Quartieren der Kommune Zogbodomey entfallen sieben auf Kpokissa:
1. Kpokissa
2. Ahouandjitomè
3. Dèhounta
4. Avannankanmè
5. Gbédin
6. Dogo
7. Hinzounmè